# Nombre d'absorption
Le nombre d'absorption{\displaystyle (Ab)} est un nombre sans dimension utilisé en phénomène de transfert et plus précisément en transfert de masse. Il est utilisé pour caractériser l'absorption d'un gaz par un liquide dans une colonne d'absorption ou d'une substance pharmaceutique par le système digestif lors d'une prise orale. Il représente le rapport entre le temps de passage, ou d'exposition, et le temps d'absorption.
On le définit de la manière suivante :

{\displaystyle Ab=k_{L}{\sqrt {\frac {L}{D\;v}}}}
avec :
- kL - coefficient d'absorption
- L - distance de parcours
- D - coefficient de diffusion
- v - vitesse